# 28958 Binns
28958 Binns è un asteroide troiano di Giove del campo greco. Scoperto nel 2001, presenta un'orbita caratterizzata da un semiasse maggiore pari a 5,2955478 au e da un'eccentricità di 0,0838618, inclinata di 8,22994° rispetto all'eclittica.
L'asteroide è dedicato alla paratleta canadese Hilda May Torok Binns, plurimedagliata olimpica.